# Lescuns
Lescuns (okzitanisch Les Cunhs) ist eine französische Gemeinde mit 74 Einwohnern (Stand: 1. Januar 2022) im Département Haute-Garonne in der Region Okzitanien (zuvor Midi-Pyrénées). Lescuns gehört zum Arrondissement Muret und zum Kanton Cazères. Die Einwohner werden Lescunais genannt. 

## Geografie
Lescuns liegt etwa 58 Kilometer südwestlich von Toulouse. Lescuns wird umgeben von den Nachbargemeinden Francon im Norden und Nordwesten, Mondavezan im Osten und Süden, Sana im Süden sowie Terrebasse im Westen.

## Bevölkerungsentwicklung
| Jahr                      | 1962 | 1968 | 1975 | 1982 | 1990 | 1999 | 2006 | 2013 |
| Einwohner                 | 54   | 45   | 48   | 44   | 44   | 42   | 53   | 67   |
| Quelle: Cassini und INSEE |      |      |      |      |      |      |      |      |

## Sehenswürdigkeiten

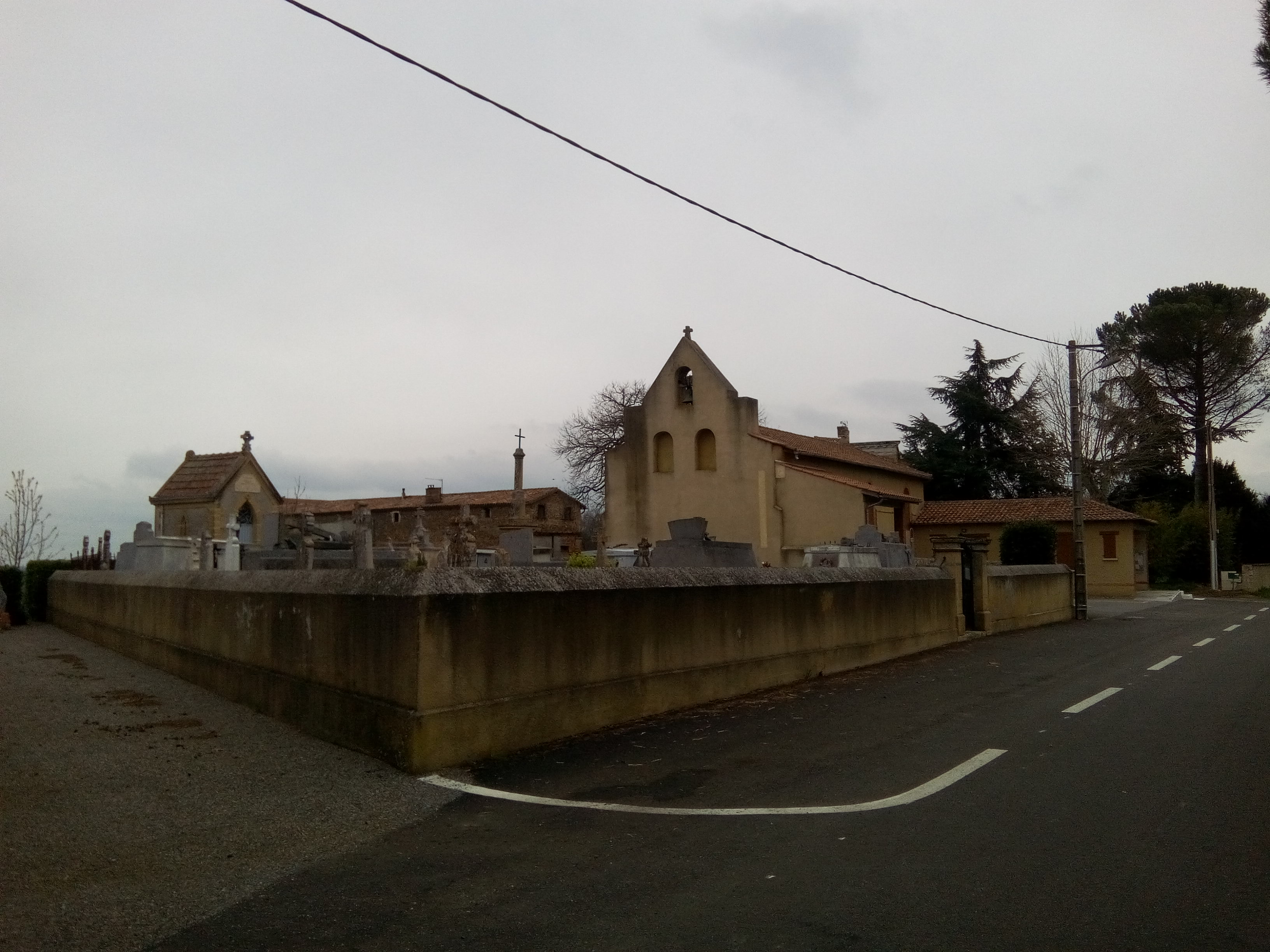
Kirche Saint-Jean-Baptiste

- Kirche Saint-Jean-Baptiste